# Kulthum ibn Iyad al-Quxayrí
Kulthum ibn Iyad al-Quxayrí (àrab: كلثوم بن عياض القشيري, Kulṯūm b. ʿIyāḍ al-Quxayrī) fou un militar àrab de la tribu qays enviat pel califa omeia Hixam ibn Abd-al-Màlik (724-743) al Magrib la primavera del 741 per tal de venjar la derrota a la batalla dels Nobles (Ghàzwat al-àixraf) que els havien causat els rebels amazics manats per Khàlid ibn Hamid (o Humayd) az-Zanatí, successor del gran cap amazic Maysara.
El seu exèrcit estava format per 30.000 homes i encara es van afegir contingents reclutats pel camí; es va reunir amb Habib ibn Abi-Ubayda al-Fihrí, l'antic company de Mussa ibn Nussayr, que estava lluitant al territori de Tremissèn (Tlemcen) contra els kharigites sufrites. L'exèrcit sirià va tenir una actuació desencertada i el cap de l'avantguarda, Balj ibn Bixr (nebot de Kulthum), va mostrar menyspreu contra Habib. Khàlid ibn Hamid az-Zanatí, després de retirar-se primer, va lliurar finalment batalla prop del uadi Sabu (Sebou); Habib va fer una sèrie de recomanacions que no foren escoltades per Kulthum, que va enviar al seu nebot amb la cavalleria; aquesta es va poder obrir pas entre els amazics, però aquestos es van reorganitzar darrere la cavalleria i va derrotar el gruix de les tropes califals que havien avançat massa tard. Habib i Kulthum van morir a la lluita junt amb un terç del seu exèrcit; un altre terç va caure presoner (tardor del 741). Balj i els seus cavallers es van refugiar a Ceuta, on finalment van passar a l'Àndalus on van tenir un considerable paper.